# Camarma de Esteruelas
Camarma de Esteruelas – miasto w Hiszpanii we wspólnocie autonomicznej Madryt w comarce Alcalá, 6 km od Alcalá de Henares. Miasto rozwija się szybko, głównie ze względu na bliskość znacznie większych miast. 

## Atrakcje turystyczne
- Kościół parafialny San Pedro de Camarma zbudowany na przełomie XVI i XVII wieku.